# 일본 참의원 의장
참의원 의장(参議院議長, 영어: President of the House of Councillors)은 일본 참의원의 의장이다. 의장은 참의원의 질서를 유지하고 의사를 정리하며 사무를 감독하고 참의원을 대표하는 역할을 맡는다. 중의원 의장과 함께 입법부의 수장이다.
일본은 참의원보다 중의원이 우월하고 일본의 내각총리대신은 관행적으로 중의원 의원 중 선출되므로 참의원은 정쟁과는 다소 거리를 두는 경향이 있다. 의장은 원로 정치인이 주로 선출되며 의장에서 물러난 정치인은 정계를 은퇴하는 것이 관행이다. 다만 사이타마현지사에 취임한 쓰치야 요시히코, 법무대신에 임명된 에다 사쓰키처럼 의장직을 역임하고 정치 활동을 이어간 사례가 없지는 않지만 대체로 이들은 참의원 의장의 권위를 손상했다는 비판을 받아야 했다.

## 선임
참의원이 처음 소집되어 의원이 1/3이 모이면 의장 선거를 하며 이때 사무총장이 의장 직무를 대행한다. 선거는 무기명 투표로 진행되며 과반수 득표자가 당선된다. 과반수 득표자가 없을 때에는 득표수가 많은 두 사람을 대상으로 결선 투표를 진행한다.
원내 제1회파에서 의장을 배출하고 선출된 의장은 회파를 탈퇴하는 것이 관례다. 설립 당시의 참의원은 귀족원의 영향으로 정당색이 옅었기에 의사 진행을 위한 의장의 리더십이 중요했다. 하지만 시간이 지날수록 참의원의 정당화가 심화되어 지금에 이르러선 의사 운영의 주도권은 주요 정당들이 쥐고 있다.

## 임기
의장의 임기는 의원의 임기와 똑같이 6년이지만 3년마다 개선되는 참의원의 특성상 개선이 이루어지면 의원 임기가 남아도 물러나는 것이 관례로 여겨진다. 한편 「국회법」 등에 불신임 등 의장을 해임할 수 있는 법적 근거가 전혀 없기 때문에 참의원이 임의로 의장을 물러나게 할 수는 없다.

## 대우

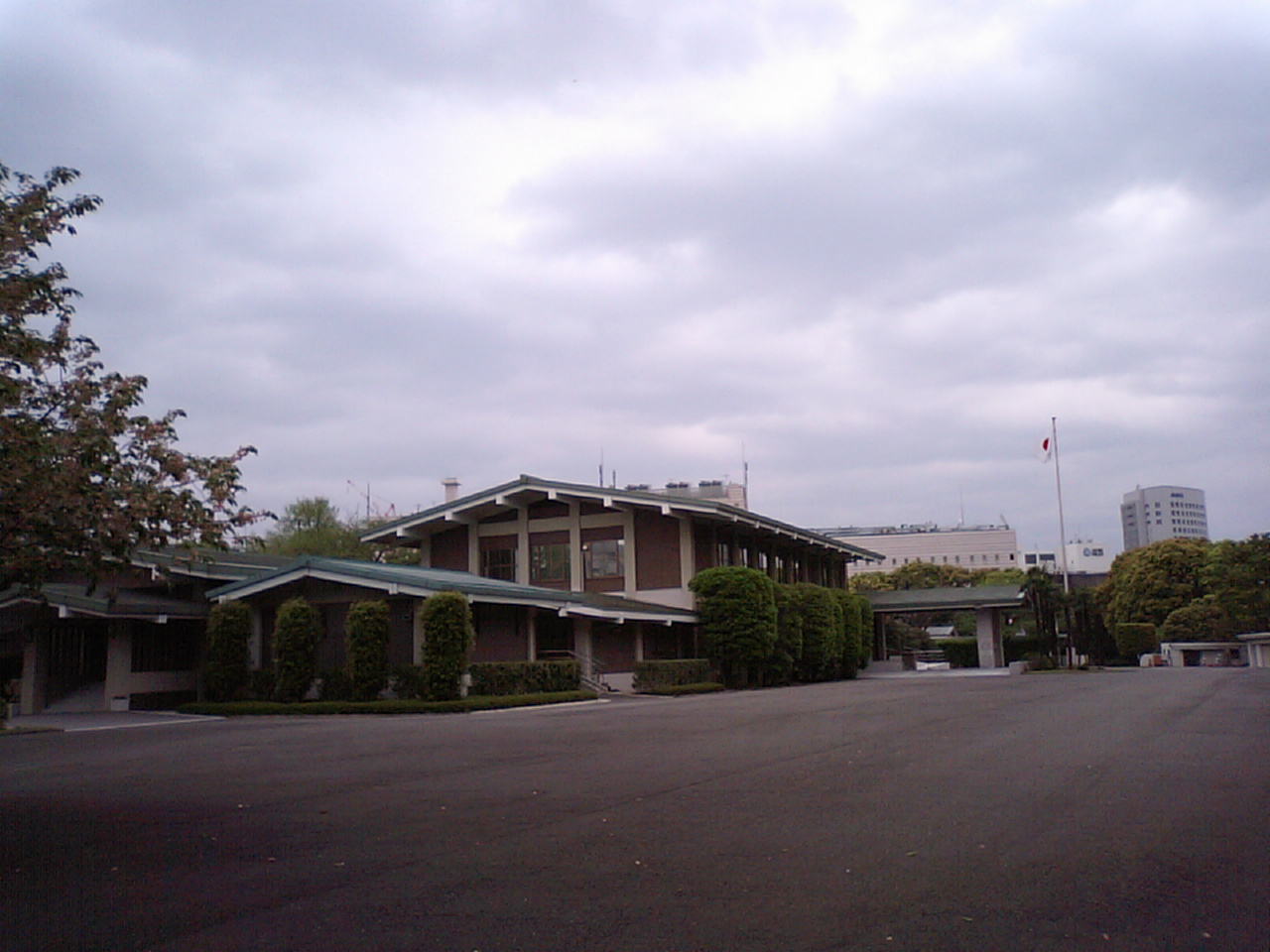
참의원 의장 관저.

비록 중의원이 참의원보다 우월하지만 참의원 의장과 중의원 의장은 동등한 위치에 있으며 세비 등 구체적인 대우에서 차별을 받지 않는다. 또한 의장과 부의장은 모두 관저가 제공된다. 자위대를 공식 방문하거나 시찰할 때 의장대의 의장을 받는다.

## 권한
「국회법」 제19조는 의장의 권한을 참의원의 질서 유지·의사 정리·참의원의 사무 감독·참의원 대표로 규정하고 있으며 「국회법」을 비롯한 여러 법령과 규칙에 규정된 의장의 직무는 위 권한 중 하나에 속하게 된다.
「국회법」 제14장과 「참의원 규칙」 제16장은 참의원의 질서에 관한 규정을 포함하고 있으며 회의장에서 현행범을 체포하는 명령을 내리는 것이 대표적이다. 그 외에도 국회가 폐회 중일 때 의원의 사직을 허가하거나 각 의원의 의석을 지정하거나 회의장의 질서를 어지럽히는 의원에게 퇴석하도록 명령하거나 방청인의 신체 검사를 지시하는 것 등이 참의원의 질서 유지에 관한 권한이다.
본회의가 개최 중일 때 상임위원회의 개최를 허가하거나 공청회 개최를 승인하거나 회의 시각을 변경하거나 가부 동수일 때 최종 결정권을 행사하는 것은 의사 정리에 권한 권한이며 참의원 사무총장·법제국장을 감독하는 것은 사무 감독에 관한 권한에 해당한다.
국회 개회식은 참의원에서 진행하지만 주재는 중의원 의장의 몫이다. 다만 중의원 의장이 사고로 개회식을 주재하지 못할 때는 참의원 의장이 대신 주재한다.
이 외에도 「황실전범」 제28조에 따라 황실회의 의원이 되며 「황실경제법」 제8조에 따라 황실경제회의 의원이 된다.

### 직무 대행
의장이 사고가 났거나 궐석이 되었을 때 「국회법」 제21조에 따라 부의장이 직무를 대행한다. 본회의장 단상 중앙에 의장석이 있고 그 오른쪽에 사무총장석이 마련되어 있지만 부의장석은 없으며 부의장은 의장 직무를 대행할 때에만 의장석이 앉을 수 있다.
의장과 함께 부의장도 사고로 인해 직무를 대행하지 못할 때는 임시 의장을 선출하여 의장 직무를 대행하게 한다. 이때 임시 의장은 최연장자인 의원이 지명되는 것이 관례다. 임시 의장을 선출할 때에는 사무총장이 잠시 의장 직무를 대행한다.

## 역대 의장
| 대수 | 이름             | 이름                         | 재임 기간        | 재임 기간        | 퇴임 사유    | 소속 정당                | 소속 정당             |
| ---- | ---------------- | ---------------------------- | ---------------- | ---------------- | ------------ | ------------------------ | --------------------- |
| 초대 |                  | 마쓰다이라 쓰네오 松平恒雄   | 1947년 5월 20일  | 1949년 11월 14일 | 사망         |                          | 녹풍회                |
| 2대  |                  | 사토 나오타케 (佐藤尚武)     | 1949년 11월15일  | 1950년 7월12일   | 개선 후 사임 |                          | 녹풍회                |
| 3대  | 1950년 7월 12일  | 사토 나오타케 (佐藤尚武)     | 1953년 5월 2일   | 임기 만료        |              |                          | 녹풍회                |
| 4대  |                  | 가와이 야하치 (河井彌八)     | 1953년 5월 19일  | 1956년 4월3일    | 사임         |                          | 녹풍회                |
| 5대  |                  | 마쓰노 쓰루헤이 (松野鶴平)   | 1956년 4월 3일   | 1956년 11월 13일 | 개선 후 사임 |                          | 자유민주당 이케다파   |
| 6대  | 1956년 11월 13일 | 마쓰노 쓰루헤이 (松野鶴平)   | 1959년 5월 2일   | 임기 만료        |              |                          | 자유민주당 이케다파   |
| 7대  | 1959년 6월 23일  | 마쓰노 쓰루헤이 (松野鶴平)   | 1962년 8월 6일   | 개선 후 사임     |              |                          | 자유민주당 이케다파   |
| 8대  |                  | 시게무네 유조 (重宗雄三)     | 1962년 8월 6일   | 1965년 7월 30일  | 개선 후 사임 | 자유민주당 사토파        |                       |
| 9대  | 1965년 7월 30일  | 시게무네 유조 (重宗雄三)     | 1968년 7월 7일   | 임기 만료        |              | 자유민주당 사토파        |                       |
| 10대 | 1968년 8월 3일   | 시게무네 유조 (重宗雄三)     | 1971년 7월 17일  | 개선 후 사임     |              | 자유민주당 사토파        |                       |
| 11대 |                  | 고노 겐조 (河野謙三)         | 1971년 7월 17일  | 1974년 7월 26일  | 개선 후 사임 | 자유민주당 나카소네파    |                       |
| 12대 | 1974년 7월 26일  | 고노 겐조 (河野謙三)         | 1977년 7월 3일   | 임기 만료        |              | 자유민주당 나카소네파    |                       |
| 13대 |                  | 야스이 겐 (安井謙)           | 1977년 7월 28일  | 1980년 7월 7일   | 임기 만료    | 자유민주당 무파벌        |                       |
| 14대 |                  | 도쿠나가 마사토시 (徳永正利) | 1980년 7월 17일  | 1983년 7월 9일   | 임기 만료    | 자유민주당 다나카파      |                       |
| 15대 |                  | 기무라 무쓰오 (木村睦男)     | 1983년 7월 18일  | 1986년 7월 22일  | 개선 후 사임 | 자유민주당 다나카파      |                       |
| 16대 |                  | 후지타 마사아키 (藤田正明)   | 1986년 7월 22일  | 1988년 9월 30일  | 사직         | 자유민주당 미야자와파    |                       |
| 17대 |                  | 쓰치야 요시히코 (土屋義彦)   | 1988년 9월 30일  | 1989년 7월 9일   | 임기 만료    | 자유민주당 아베파        |                       |
| 18대 | 1989년 8월 7일   | 쓰치야 요시히코 (土屋義彦)   | 1991년 10월 4일  | 사직             |              | 자유민주당 아베파        |                       |
| 19대 |                  | 오사다 유지 (長田裕二)       | 1991년 10월 4일  | 1992년 7월 9일   | 임기 만료    | 자유민주당 다케시타파    |                       |
| 20대 |                  | 하라 분베에 (原文兵衛)       | 1992년 8월 7일   | 1995년 7월 22일  | 임기 만료    | 자유민주당 미쓰즈카파    |                       |
| 21대 |                  | 사이토 주로 (斎藤十朗)       | 1995년 8월 4일   | 1998년 7월 25일  | 임기 만료    | 자유민주당 오부치파      |                       |
| 22대 | 1998년 8월 4일   | 사이토 주로 (斎藤十朗)       | 2000년 10월 19일 | 사직             |              | 자유민주당 오부치파      |                       |
| 23대 |                  | 이노우에 유타카 (井上裕)     | 2000년 10월 19일 | 2001년 8월 7일   | 개선 후 사임 | 자유민주당 모리파        |                       |
| 24대 | 2001년 8월 7일   | 이노우에 유타카 (井上裕)     | 2002년 4월 22일  | 사직             |              | 자유민주당 모리파        |                       |
| 25대 |                  | 구라타 히로유키 (倉田寛之)   | 2002년 4월 22일  | 2004년 7월 30일  | 개선 후 사임 | 자유민주당 에토·가메이파 |                       |
| 26대 |                  | 오기 지카게 (扇千景)         | 2004년 7월 30일  | 2007년 7월 28일  | 임기 만료    | 자유민주당 니카이파      |                       |
| 27대 |                  | 에다 사쓰키 (江田五月)       | 2007년 8월 7일   | 2010년 7월 25일  | 임기 만료    |                          | 민주당 간파           |
| 28대 |                  | 니시오카 다케오 (西岡武夫)   | 2010년 7월 30일  | 2011년 11월 5일  | 사망         | 민주당                   |                       |
| 29대 |                  | 히라타 겐지 (平田健二)       | 2011년 11월 14일 | 2013년 7월 28일  | 임기 만료    | 민주당 가와바타파        |                       |
| 30대 |                  | 야마카미 마사아키 (山崎正昭) | 2013년 8월 2일   | 2016년 7월 25일  | 임기 만료    |                          | 자유민주당 마치무라파 |
| 31대 |                  | 다테 주이치 (伊達忠一)       | 2016년 8월 1일   | 2019년 7월 28일  | 임기 만료    | 자유민주당 호소다파      |                       |
| 32대 |                  | 산토 아키코 (山東昭子)       | 2019년 8월 1일   | 2022년 8월 3일   | 개선 후 사임 | 자유민주당 아소파        |                       |
| 33대 |                  | 오쓰지 히데히사 (尾辻秀久)   | 2022년 8월 3일   | 2024년 11월 11일 | 사임         | 자유민주당 모테기파      |                       |
| 34대 |                  | 세키구치 마사카즈 (関口昌一) | 2024년 11월 11일 |                  |              | 자유민주당 무파벌        |                       |

## 같이 보기
- 참의원 (일본)
- 귀족원 (일본)
- 중의원 의장